# Trogon bairdii
El surucuá de Baird, trogón de Baird, trogón vientribermejo o trogón de pecho rojo (Trogon bairdii) es una especie de ave perteneciente a la familia  Trogonidae.

## Distribución y hábitat
Se encuentra en Costa Rica y Panamá. Su hábitat natural son los húmedos bosques de las tierras bajas. Está considerado en peligro de extinción por la pérdida de hábitat.